# 8248 Gurzuf
A 8248 Gurzuf (ideiglenes jelöléssel 1979 TV2) a Naprendszer kisbolygóövében található aszteroida. Nyikolaj Sztyepanovics Csernih fedezte fel 1979. október 14-én.